# Lasioglossum smilodon
Lasioglossum smilodon is een vliesvleugelig insect uit de familie Halictidae. De wetenschappelijke naam van de soort is voor het eerst geldig gepubliceerd in 1994 door Ebmer & Sakagami.